# Bresolettes
Bresolettes era un comune francese di 19 abitanti situato nel dipartimento dell'Orne nella regione della Normandia. Il 1º gennaio 2016 è diventato un comune delegato in seno al nuovo comune di Tourouvre au Perche.

## Storia

### Simboli
Le piante di erica sono molto diffuse nel territorio e i gamberi di fiume sono molto numerosi nelle acque dell'Orne. La foglia d'acero, simbolo del Canada, ricorda due abitanti del paese, Guillaume Pelletier (1598-1657) e il fratello Antoine, partiti nel 1641 verso la Nuova Francia.

## Società

### Evoluzione demografica
Abitanti censiti